# Fiordimonte
Koordinaten: 43° 2′ N, 13° 5′ O
Fiordimonte ist eine ehemalige italienische Gemeinde (comune) mit etwa 201 Einwohnern (Stand 31. Dezember 2016) in der Provinz Macerata in den Marken, die bis 2016 bestand. Zur Gemeinde gehörten die Orte Alfi, Arciano, Marzoli, Nemi, Petrignano, Taro, Valle e Castello, Vico di Sopra, Vico di Sotto, Villanova di Sopra und Villanova di Sotto. Seit 2017 gehört Fiordimonte durch einen Zusammenschluss mit der ehemaligen Gemeinde Pievebovigliana zur neu gebildeten Gemeinde Valfornace. Fiordimonte hat eine Fläche von 21,22 km², liegt in 569 m Höhe und etwa 42 Kilometer südwestlich von Macerata am Nationalpark Monti Sibillini und gehört zur Comunità montana di Camerino. Der Verwaltungssitz der ehemaligen Gemeinde Fiordimonte befand sich im Ortsteil Valle e Castello.